# 卡萨尔莫罗
卡萨尔莫罗（義大利語：Casalmoro），是意大利曼托瓦省的一个市镇。总面积13平方公里，人口2265人，人口密度174.2人/平方公里（2009年）。国家统计（ISTAT）代码为020010。